# Ouham-Fafa
Ouham-Fafa er et af de 20 præfekturer i den Centralafrikanske Republik. Det har et areal på  32.530 km² og en befolkning på 239.157 indbyggere i 2024. Præfekturets hovedstad er byen Batangafo.

## Inddeling
Nana-Mambéré er inddelt i 4 underpræfekturer
- Batangafo
- Bouca
- Kabo
- Moyenne Sido

## Geografi
Præfekturet ligger i den nordvestlige centrale del af landet. Mod nord grænser det op til Tchad, mod nordøst i et par kilometer til Bamingui-Bangoran, mod øst til Nana-Gribizi, mod sydøst til Kémo, mod syd til Ombella-Mpoko og mod vest til Ouham. Præfekturet er opkaldt efter de to floder Ouham og Fafa.

## Historie
Tidligere var alle dens territorier en del af præfekturet Ouham. Ouham-Fafa blev grundlagt under de administrative reformer i december 2020.